# Papiros del Nuevo Testamento

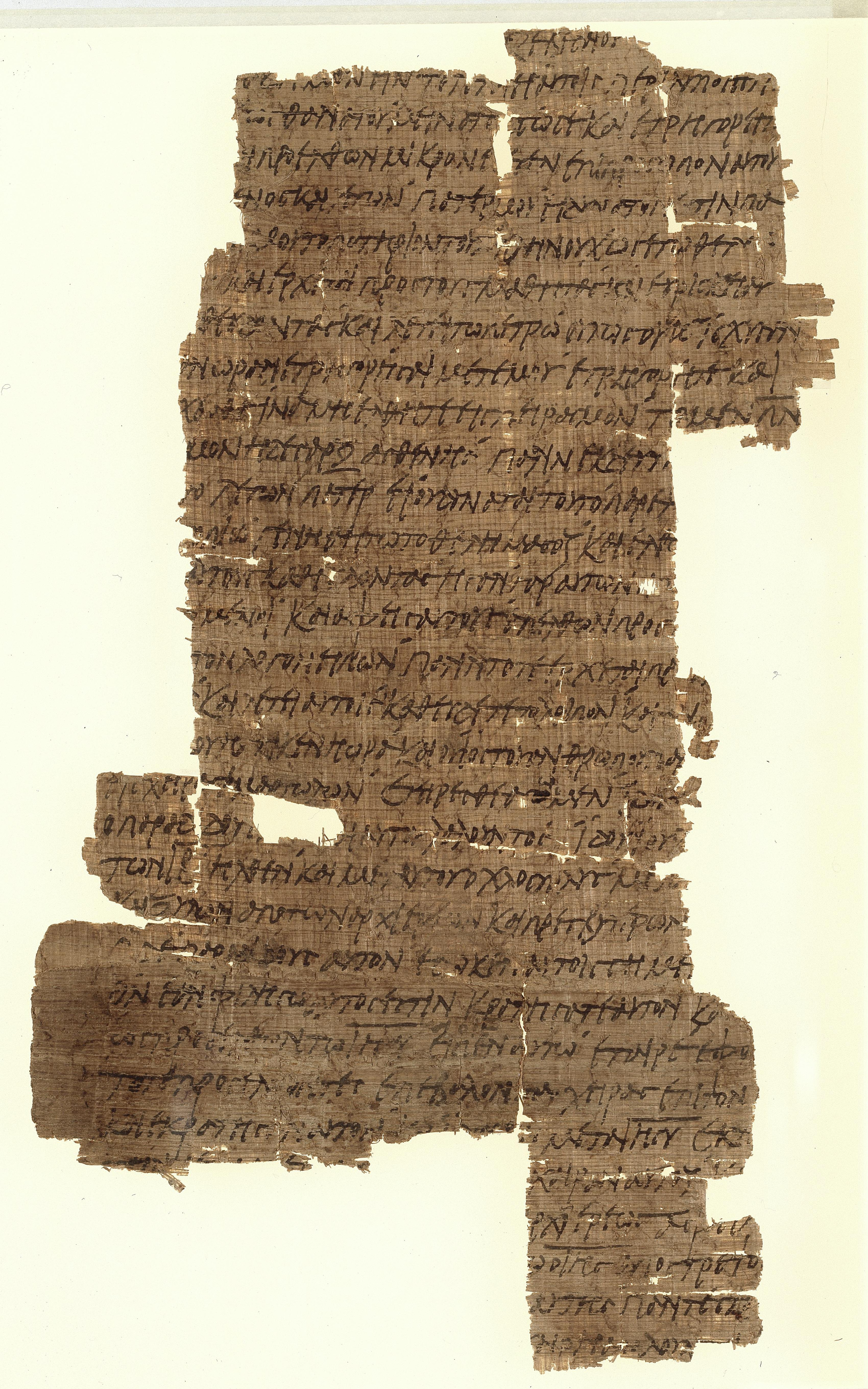
Verso del Papiro 37

Un papiro del Nuevo Testamento es una copia de una porción del Nuevo Testamento hecha en papiro. Hasta la fecha, son conocidos más de ciento veinte papiros. En general, se consideran los testimonios más antiguos y con el texto original del Nuevo Testamento.
Este estatus de élite entre los manuscritos del Nuevo Testamento no comenzó hasta el siglo XX. La agrupación primero fue introducida por Caspar René Gregory, quién asignó a los textos en papiro la letra gótica {\displaystyle {\mathfrak {P}}} seguidas de un número sobrescrito. Antes, en 1900, solo 9 manuscritos en papiro eran conocidos, y únicamente uno había sido citado en una crítica ({\displaystyle {\mathfrak {P}}}11 por Konstantin von Tischendorf). Esos 9 papiros eran tan solo fragmentos, excepto {\displaystyle {\mathfrak {P}}}15, el cual consistía todo en una hoja única. Los descubrimientos en el siglo XX trajeron los fragmentos más antiguos conocidos del Nuevo Testamento. Kenyon en 1912 conoció 14 papiros, Aland en su primera edición de Kurzgefasste... en 1963 enumeró 76 papiros, en 1989 fueron conocidos 96 papiros, y en 2008 124 papiros. Ahora son conocidos un total de 127 papiros.
También se hicieron descubrimientos de manuscritos más completos, lo que permitió a los eruditos examinar el carácter textual de los manuscritos antiguos.
No todos los manuscritos son textos simples del Nuevo Testamento: {\displaystyle {\mathfrak {P}}}59, {\displaystyle {\mathfrak {P}}}60, {\displaystyle {\mathfrak {P}}}63, {\displaystyle {\mathfrak {P}}}80 son textos con comentarios,{\displaystyle {\mathfrak {P}}}2, {\displaystyle {\mathfrak {P}}}³, y {\displaystyle {\mathfrak {P}}}44, son leccionarios, {\displaystyle {\mathfrak {P}}}50, {\displaystyle {\mathfrak {P}}}55, {\displaystyle {\mathfrak {P}}}78 son talismanes, {\displaystyle {\mathfrak {P}}}42; {\displaystyle {\mathfrak {P}}}10, {\displaystyle {\mathfrak {P}}}12, {\displaystyle {\mathfrak {P}}}42, {\displaystyle {\mathfrak {P}}}43, {\displaystyle {\mathfrak {P}}}62, {\displaystyle {\mathfrak {P}}}99 pertenecen a otros textos misceláneos, tales como escritos, glosarios o canciones.
Cada papiro está citado en Nestle-Aland Novum Testamentum Graece.

## Lista de todos los papiros registrados del Nuevo Testamento
- Los P-número son el sistema estándar de Gregory-Aland.
- Se estima que las fechas se aproximan con 50 años.
- El contenido se le da al capítulo más aproximativo; a veces los versículos están enlistados. Así, muchos de los papiros son pequeños fragmentos, no capítulos enteros. Por ejemplo {\displaystyle {\mathfrak {P}}^{52}} contiene 5 versículos de los 40 versículos del capítulo 18 de Juan.

| Los manuscritos en la fila beige pertenecen a los Papiros de Oxirrinco        |
| Los manuscritos en la fila cian claro pertenecen a los Papiros Bodmer         |
| Los manuscritos en la fila rosa clara pertenecen a los Papiros Chester Beatty |

| Nombre                                                                    | Fecha   | Contenido | Institución                                                    | Ref #                                         | Ciudad, Estado                 | País                   |
| ------------------------------------------------------------------------- | ------- | --- | -------------------------------------------------------------- | --------------------------------------------- | ------------------------------ | ---------------------- |
| {\displaystyle {\mathfrak {P}}^{1}}                                       | 250     | Mateo 1:1-9, 12-13, 1:14-20, 23 | Universidad de Pensilvania                                     | P. Oxy. 2; E 2746                             | Filadelfia Pensilvania         | Estados Unidos         |
| {\displaystyle {\mathfrak {P}}^{2}}                                       | 550     | Juan 12:12-15 | Museo Arqueológico Nacional                                    | Inv. 7134                                     | Florencia                      | Italia                 |
| {\displaystyle {\mathfrak {P}}^{3}}                                       | 600     | Lucas 7:36-45, 10:38-42 | Biblioteca Nacional Austríaca                                  | Pap. G. 2323                                  | Viena                          | Austria                |
| {\displaystyle {\mathfrak {P}}^{4}}                                       | 175-250 | Lucas 1:58-59, 1:62-2:1, 2:6-7, 3:8-4:2, 4:29-32, 34-35, 5:3-8, 5:30-6:16 | Biblioteca Nacional de Francia                                 | Suppl. Gr. 1120                               | París                          | Francia                |
| {\displaystyle {\mathfrak {P}}^{5}}                                       | 250     | Juan 1:23-31, 33-40 16:14-22, 16:22-30, 20:19-20, 22-25 | Biblioteca Británica                                           | P. Oxy. 208. 1781; Inv. 782. 2484             | Londres                        | RU                     |
| {\displaystyle {\mathfrak {P}}^{6}}                                       | 350     | Juan 10:1-2, 11:1-8, 45-52 | Biblioteca Nacional y Universitaria                            | Pap. copt. 379. 381. 382. 384                 | Estrasburgo                    | Francia                |
| {\displaystyle {\mathfrak {P}}^{7}}                                       | 300(?)  | Lucas 4:1-3 | Biblioteca Nacional Vernadsky de Ucrania                       | Petrov 553                                    | Kiev                           | Ucrania                |
| {\displaystyle {\mathfrak {P}}^{8}}                                       | 350     | Hechos de los Apóstoles 4:31-37, 5:2-9, 6:1-6, 8-15 | Museos Estatales de Berlín                                     | Inv. 8683                                     | Berlín                         | Alemania               |
| {\displaystyle {\mathfrak {P}}^{9}}                                       | 250     | 1 Juan 4:11-12, 14-17 | Biblioteca Houghton, Universidad de Harvard                    | P. Oxy. 402; Inv. 3736                        | Cambridge Massachusetts        | Estados Unidos         |
| {\displaystyle {\mathfrak {P}}^{10}}                                      | 350     | Romanos 1:1-7 | Biblioteca Houghton, Universidad Harvard                       | P. Oxy. 209; Inv. 2218                        | Cambridge Massachusetts        | Estados Unidos         |
| {\displaystyle {\mathfrak {P}}^{11}}                                      | 550     | 1 Corintios 1:17-22, 2:9-12, 14, 3:1-3, 5-6, 4:3-5:5, 7-8, 6:5-9, 11-18, -7:3-6, 10-14 | Biblioteca Nacional Rusa                                       | Gr. 258A                                      | San Petersburgo                | Rusia                  |
| {\displaystyle {\mathfrak {P}}^{12}}                                      | 250     | Hebreos 1:1 | Biblioteca y Museo Morgan                                      | Pap. Gr. 3; P. Amherst 3b                     | Ciudad Nueva York              | Estados Unidos         |
| {\displaystyle {\mathfrak {P}}^{13}}                                      | 250     | Hebreos 2:14-5:5, 10:8-22, 10:29-11:14, 11:28-12:17 | Biblioteca Británica Biblioteca Laurenciana                    | P. Oxy. 657; Inv. 1532 v PSI 1292             | Londres Florencia              | RU Italia              |
| {\displaystyle {\mathfrak {P}}^{14}}                                      | 450     | 1 Corintios 1:25-27, 2:6-8 3:8-10, 20 | Monasterio de Santa Catalina                                   | 14                                            | Sinaí                          | Egipto                 |
| {\displaystyle {\mathfrak {P}}^{15}}                                      | 250     | 1 Corintios 7:18-32, 7:33-8:4 | Museo Egipcio                                                  | P. Oxy. 1008; JE 47423                        | El Cairo                       | Egipto                 |
| {\displaystyle {\mathfrak {P}}^{16}}                                      | 300     | Filipenses 3:10-17, 4:2-8 | Museo Egipcio                                                  | P. Oxy. 1009; JE 47424                        | El Cairo                       | Egipto                 |
| {\displaystyle {\mathfrak {P}}^{17}}                                      | 350     | Hebreos 9:2-14, 9:15-19 | Biblioteca Universitaria de Cambridge                          | P. Oxy. 1078; Add. 5893                       | Cambridge                      | RU                     |
| {\displaystyle {\mathfrak {P}}^{18}}                                      | 300     | Apocalipsis 1:4-7 | Biblioteca Británica                                           | P. Oxy. 1079; Inv. 2053v                      | Londres                        | RU                     |
| {\displaystyle {\mathfrak {P}}^{19}}                                      | 400     | Mateo 10:32-40, 10:41-11:5 | Biblioteca Bodleiana                                           | P. Oxy. 1170; Gr. bibl. d. 6 (P)              | Oxford                         | RU                     |
| {\displaystyle {\mathfrak {P}}^{20}}                                      | 250     | Santiago 2:19-3:2, 3:3-9 | Biblioteca en Memoria a Harvey S. Firestone                    | P. Oxy. 1171; AM 4117                         | Princeton Nueva Jersey         | Estados Unidos         |
| {\displaystyle {\mathfrak {P}}^{21}}                                      | 400     | Mateo 12:24-26, 12:32-33 | Colegio Muhlenberg                                             | P. Oxy. 1227; Teol. Pap. 3                    | Allentown Pensilvania          | Estados Unidos         |
| {\displaystyle {\mathfrak {P}}^{22}}                                      | 250     | Juan 15:25-16:3, 16:21-32 | Biblioteca de la Universidad de Glasgow                        | P. Oxy. 1228; MS 2-X.I                        | Glasgow                        | RU                     |
| {\displaystyle {\mathfrak {P}}^{23}}                                      | 250     | Santiago 1:10-12, 1:15-18 | Universidad de Illinois                                        | P. Oxy. 1229; G. P. 1229                      | Urbana (Illinois)              | Estados Unidos         |
| {\displaystyle {\mathfrak {P}}^{24}}                                      | 350     | Apocalipsis 5:5-8, -6:5-8 | Biblioteca Franklin Trask Escuela Teológica Andover Newton     | P. Oxy. 1230; OP 1230                         | Newton Massachusetts           | Estados Unidos         |
| {\displaystyle {\mathfrak {P}}^{25}}                                      | 350     | Mateo 18:32-34, 19:1-3, 5-7, 9-10 | Museo Nacional de Berlín                                       | Inv. 16388                                    | Berlín                         | Alemania               |
| {\displaystyle {\mathfrak {P}}^{26}}                                      | 600     | Romanos 1:1-9, 1:9-16 | Biblioteca (Joseph S) Bridwell Universidad Metodista del Sur   | P. Oxy. 1354                                  | Dallas, Texas                  | Estados Unidos         |
| {\displaystyle {\mathfrak {P}}^{27}}                                      | 250     | Romanos 8:12-22, 24-27, 8:33--9:3, 5-9 | Biblioteca de la Universidad de Cambridge                      | P. Oxy. 1355; Add. 7211                       | Cambridge                      | RU                     |
| {\displaystyle {\mathfrak {P}}^{28}}                                      | 250     | Juan 6:8-12, 6:17-22 | Museo del Instituto de Palestinam Escuela Pacífica de Religión | P. Oxy. 1596; Pap. 2                          | Berkeley California            | Estados Unidos         |
| {\displaystyle {\mathfrak {P}}^{29}}                                      | 250     | Hechos 26:7-8, 26:20 | Biblioteca Bodleiana                                           | P. Oxy. 1597; Gr. bibl. g. 4 (P)              | Oxford                         | RU                     |
| {\displaystyle {\mathfrak {P}}^{30}}                                      | 250     | 1 Tes 4-5; 2 Tes 1 | Biblioteca de la Universidad de Gante                          | P. Oxy. 1598; Inv. 61                         | Gante                          | Bélgica                |
| {\displaystyle {\mathfrak {P}}^{31}}                                      | 650     | Romanos 12:3-8 | Biblioteca Universitaria John Rylands                          | P. Ryl. 4; Gr. P. 4                           | Mánchester                     | RU                     |
| {\displaystyle {\mathfrak {P}}^{32}}                                      | 200     | Tito 1:11-15; 2:3-8 | Biblioteca Universitaria John Rylands                          | P. Ryl. 5; G. P. 5                            | Mánchester                     | RU                     |
| {\displaystyle {\mathfrak {P}}^{33}}={\displaystyle {\mathfrak {P}}^{58}} | 550     | Hechos 7:6-10, 7:13-18, 15:21-24, 15:26-32 | Biblioteca Nacional Austríaca                                  | Pap. G. 17973, 26133, 35831, 39783            | Viena                          | Austria                |
| {\displaystyle {\mathfrak {P}}^{34}}                                      | 650     | 1 Co 16; 2 Co 5,10-11 | Biblioteca Nacional Austríaca                                  | Pap. G. 39784                                 | Viena                          | Austria                |
| {\displaystyle {\mathfrak {P}}^{35}}                                      | 350(?)  | Mateo 25:12-15, 25:20-23 | Biblioteca Médica                                              | PSI 1                                         | Florencia                      | Italia                 |
| {\displaystyle {\mathfrak {P}}^{36}}                                      | 550     | Juan 3:14-17, 3:17-18, 3:31-32, 3:34-35 | Biblioteca Médica                                              | PSI 3                                         | Florencia                      | Italia                 |
| {\displaystyle {\mathfrak {P}}^{37}}                                      | 300     | Mateo 26:19-37, 26:37-52 | Universidad de Míchigan                                        | P. Mich. 137; Inv. 1570                       | Ann Arbor Míchigan             | Estados Unidos         |
| {\displaystyle {\mathfrak {P}}^{38}}                                      | 300     | Hechos 18:27-19:6, 19:12-16 | Universidad de Míchigan                                        | P. Mich. 138; Inv. 1571                       | Ann Arbor Míchigan             | Estados Unidos         |
| {\displaystyle {\mathfrak {P}}^{39}}                                      | 250     | Juan 8:14-18, 8:18-21 | Ambrose Swasey Biblioteca                                      | P. Oxy. 1780; Inv. 8864                       | Rochester Nueva York           | Estados Unidos         |
| {\displaystyle {\mathfrak {P}}^{40}}                                      | 250     | Romanos 1:24-27, 31-2:3, 3:21-4:8, 6:4-5, 16, 9:16-17, 27 | Instituto de Papirología Universidad de Heidelberg             | P. Bad. 57; Inv. 45                           | Heidelberg                     | Alemania               |
| {\displaystyle {\mathfrak {P}}^{41}}                                      | 750     | Hechos 17:28-31, 17:34-18:2, 17-18, 22-25, 27, 19:1-4, 6-8, 13-16, 18-19, 20:9, 10-13, 15-16, 22-24, 26-38, 21:1-3, 6-27 22:11-14, 16-17 | Biblioteca Nacional Austríaca                                  | Pap. K. 7541-48                               | Viena                          | Austria                |
| {\displaystyle {\mathfrak {P}}^{42}}                                      | 700     | Lucas 1:54-55, 2:29-32 | Biblioteca Nacional Austríaca                                  | Pap. K. 8706                                  | Viena                          | Austria                |
| {\displaystyle {\mathfrak {P}}^{43}}                                      | 600     | Apocalipsis 2:12-13, 15:8-16:2 | Biblioteca Británica                                           | Inv. 2241                                     | Londres                        | RU                     |
| {\displaystyle {\mathfrak {P}}^{44a}}                                     | 600     | Juan 10 | Museo Metropolitano de Arte                                    | Inv. 14. 1. 527, 1 fol                        | Ciudad de Nueva York           | Estados Unidos         |
| {\displaystyle {\mathfrak {P}}^{44b}}                                     | 600     | Mateo 17-18,25; Juan 9,12 | Museo Metropolitano de Arte                                    | Inv. 14. 1. 527                               | Ciudad de Nueva York           | Estados Unidos         |
| {\displaystyle {\mathfrak {P}}^{45}}                                      | 250     | Mt 20-21,25-26; Mr 4-9,11-12; Lc 6-7,9-14; Jn 4-5,10-11; Hechos 4-17 | Biblioteca Chester Beatty Biblioteca Nacional de Austria       | P. Bíblico Beatty I Pap. g. 31974             | Dublín Viena                   | Irlanda Austria        |
| {\displaystyle {\mathfrak {P}}^{46}}                                      | 200     | Ro 5-6, 8-16; 1 Co; 2 Co; Gal; Ef; Filp; Col; 1 Tes; Heb | Biblioteca Chester Beatty Universidad de Míchigan              | P. Bíblico Beatty II Inv. 6238                | Dublín Ann Arbor, Míchigan     | Irlanda Estados Unidos |
| {\displaystyle {\mathfrak {P}}^{47}}                                      | 250     | Apocalipsis 9:10-11:3, 11:5-16:15, 16:17-17:2 | Biblioteca Chester Beatty                                      | P. Bíblico Beatty III                         | Dublín                         | Irlanda                |
| {\displaystyle {\mathfrak {P}}^{48}}                                      | 250     | Hechos 23:11-17, 23:25-29 | Biblioteca Médica                                              | PSI 1165                                      | Florencia                      | Italia                 |
| {\displaystyle {\mathfrak {P}}^{49}}                                      | 250     | Efesios 4:16-29, 4:32-5:13 | Biblioteca de la Universidad de Yale                           | P. 415                                        | New Haven Connecticut          | Estados Unidos         |
| {\displaystyle {\mathfrak {P}}^{50}}                                      | 400     | Hechos 8:26-30, 8:30-32, 10:26-27, 10:27-30, 10:30-31 | Biblioteca de la Universidad de Yale                           | P. 1543                                       | New Haven Connecticut          | Estados Unidos         |
| {\displaystyle {\mathfrak {P}}^{51}}                                      | 400     | Gálatas 1:2-10, 13, 16-20 | Museo Ashmolean                                                | P. Oxy. 2157                                  | Oxford                         | RU                     |
| {\displaystyle {\mathfrak {P}}^{52}}                                      | 125     | Juan 18:31-33; 18:37-38 | Biblioteca Universitaria John Rylands                          | Gr. P. 457                                    | Mánchester                     | RU                     |
| {\displaystyle {\mathfrak {P}}^{53}}                                      | 250     | Mateo 26:29-40; Hechos 9:33-10:1 | Universidad de Míchigan                                        | Inv. 6652                                     | Ann Arbor Míchigan             | Estados Unidos         |
| {\displaystyle {\mathfrak {P}}^{54}}                                      | 500     | Santiago 2:16-18, 3:2-4 | Biblioteca Universitaria Princeton                             | P. Princ. 15; Garrett Depots 7742             | Princeton Nueva Jersey         | Estados Unidos         |
| {\displaystyle {\mathfrak {P}}^{55}}                                      | 600     | Juan 1:31-33, 35-38 | Biblioteca Nacional Austríaca                                  | Pap. G. 26214                                 | Viena                          | Austria                |
| {\displaystyle {\mathfrak {P}}^{56}}                                      | 500     | Hechos 1:1-5, 7-11 | Biblioteca Nacional Austríaca                                  | Pap. G. 19918                                 | Viena                          | Austria                |
| {\displaystyle {\mathfrak {P}}^{57}}                                      | 400     | Hechos 4:36-5:2, 8-10 | Biblioteca Nacional Austríaca                                  | Pap. G. 26020                                 | Viena                          | Austria                |
| {\displaystyle {\mathfrak {P}}^{58}}={\displaystyle {\mathfrak {P}}^{33}} | 550     | Hechos 15 | Biblioteca Nacional Austríaca                                  | Pap. G. 17973, 26133, 35831, 39783            | Viena                          | Austria                |
| {\displaystyle {\mathfrak {P}}^{59}}                                      | 650     | Juan 1-2,11-12,17-18,21 | Biblioteca y Museo Morgan                                      | P. Colt 3                                     | Ciudad Nueva York              | Estados Unidos         |
| {\displaystyle {\mathfrak {P}}^{60}}                                      | 650     | Juan 16:29-30, 16:32-17:6, 8-9, 11-15, 18-25, 18:1-2, 4-5, 7-16, 18-20, 23-29, 31-37, 39-40, 19:2-3, 5-8, 10-18, 20, 23-26 | Biblioteca y Museo Morgan                                      | P. Colt 4                                     | Ciudad Nueva York              | Estados Unidos         |
| {\displaystyle {\mathfrak {P}}^{61}}                                      | 700     | Ro 16; 1 Co 1,5; Fil 3; Col 1,4; 1 Tes 1; Tit 3; Flm | Biblioteca y Museo Morgan                                      | P. Colt 5                                     | Ciudad Nueva York              | Estados Unidos         |
| {\displaystyle {\mathfrak {P}}^{62}}                                      | 350     | Mateo 11:25-30 | Universidad de Oslo Biblioteca                                 | Inv. 1661                                     | Oslo                           | Noruega                |
| {\displaystyle {\mathfrak {P}}^{63}}                                      | 500     | Juan 3:14-18, 4:9-10 | Museos Estatales de Berlín                                     | Inv. 11914                                    | Berlín                         | Alemania               |
| {\displaystyle {\mathfrak {P}}^{64}}={\displaystyle {\mathfrak {P}}^{67}} | 200     | Mateo 3:9, 15, 5:20-22, 25-28, 26:7-8, 10, 14-15, 22-23, 31-33 | Colegio Magdalena Fundación San Lucas Evangelista              | Gr. 18 Inv. I                                 | Oxford Barcelona               | RU España              |
| {\displaystyle {\mathfrak {P}}^{65}}                                      | 250     | 1 Tesalonicenses 1:3-2:1, 6-13 | Girolamo Vitelli Papyrological Institute                       | PSI 1373                                      | Florencia                      | Italia                 |
| {\displaystyle {\mathfrak {P}}^{66}}                                      | 200     | Juan 1:1-6:11, 6:35b-14:26, 29-30; 15:2-26; 16:2-4, 6-7; 16:10-20:20, 22-23; 19:8-11, 13-15, 18-20, 23-28, 31-32; 20:25-21:9, 12, 17 | Biblioteca Bodmer                                              | P. Bodmer II                                  | Cologny, Ginebra               | Suiza                  |
| {\displaystyle {\mathfrak {P}}^{67}}={\displaystyle {\mathfrak {P}}^{64}} | 200     | Mateo 3, 5, 26 | Colegio Magdalena Fundación San Lucas Evangelista              | Gr. 18 Inv. I                                 | Oxford Barcelona               | RU España              |
| {\displaystyle {\mathfrak {P}}^{68}}                                      | 650(?)  | 1 Corintios 4:12-17, 19-5:3 | Biblioteca Nacional Rusa                                       | Gr. 258B                                      | San Petersburgo                | Rusia                  |
| {\displaystyle {\mathfrak {P}}^{69}}                                      | 250     | Lucas 22:41, 45-48, 58-61 | Museo Ashmolean                                                | P. Oxy. 2383                                  | Oxford                         | RU                     |
| {\displaystyle {\mathfrak {P}}^{70}}                                      | 250     | Mateo 22:13-16, 2:22-3:1, 11:26-27, 12:4-5, 24:3-6, 24:12-15 | Museo Ashmolean Instituto Papirológico Girolamo Vitelli        | P. Oxy. 2384 PSI inv. 3407 (fue CNR 419, 420) | Oxford Florencia               | RU Italia              |
| {\displaystyle {\mathfrak {P}}^{71}}                                      | 350     | Mateo 19:10-11, 17-18 | Museo Ashmolean                                                | P. Oxy. 2385                                  | Oxford                         | RU                     |
| {\displaystyle {\mathfrak {P}}^{72}}                                      | 300     | 1 Pedro; 2 Pedro; Judas | Biblioteca Bodmer                                              | P. Bodmer VII, VIII                           | Cologny, Ginebra               | Suiza                  |
| {\displaystyle {\mathfrak {P}}^{73}}                                      | 650     | Mateo 25:43, 26:2-3 | Biblioteca Bodmer                                              | P. Bodmer L                                   | Cologny, Ginebra               | Suiza                  |
| {\displaystyle {\mathfrak {P}}^{74}}                                      | 650     | Hechos 1:2-5, 7-11, 13-15, 18-19, 22-25, 2:2-4, 2:6-28:31 Santiago 1 Pedro 1:1-2, 7-8, 13, 19-20, 25, 2:6-7, 11-12, 18, 24, 3:4-5 2 Pedro 2:21, 3:4, 11, 16 1 Juan 1:1, 6, 2:1-2, 7, 13-14, 18-19, 25-26, 3:1-2, 8, 14, 19-20, 4:1, 6-7, 12, 16-17, 5:3-4, 9-10, 17 2 Juan 1, 6-7, 13 3 Juan 6, 12 Jude 3, 7, 12, 18, 24 | Biblioteca Bodmer                                              | P. Bodmer XVII                                | Cologny, Ginebra               | Suiza                  |
| {\displaystyle {\mathfrak {P}}^{75}}                                      | 175-225 | Lucas 3:18-4:2, 4:34-5:10, 5:37-18:18, 22:4-24:53; Juan 1:1-11:45, 48-57, 12:3-13:19, 14:8-15:10 | Biblioteca Apóstólica Vaticana                                 | P. Bodmer XIV, XV                             | Ciudad del Vaticano            | Ciudad del Vaticano    |
| {\displaystyle {\mathfrak {P}}^{76}}                                      | 550     | Juan 4:9, 12 | Biblioteca Nacional Austríaca                                  | Pap. G. 36102                                 | Viena                          | Austria                |
| {\displaystyle {\mathfrak {P}}^{77}}                                      | 200     | Mateo 23:30-39 | Museo Ashmolean                                                | P. Oxy. 2683 and 4405                         | Oxford                         | RU                     |
| {\displaystyle {\mathfrak {P}}^{78}}                                      | 300     | Judas 4-5, 7-8 | Museo Ashmolean                                                | P. Oxy. 2684                                  | Oxford                         | RU                     |
| {\displaystyle {\mathfrak {P}}^{79}}                                      | 650     | Hebreos 10:10-12, 28-30 | Museos Estatales de Berlín                                     | Inv. 6774                                     | Berlín                         | Alemania               |
| {\displaystyle {\mathfrak {P}}^{80}}                                      | 250     | Juan 3:34 | Fundación San Lucas Evangelista                                | Inv. 83                                       | Barcelona                      | España                 |
| {\displaystyle {\mathfrak {P}}^{81}}                                      | 350     | 1 Pedro 2:20-3:1, 4-12 | Profesor Sergio Daris, Universidad de Trieste                  | Inv. 20                                       | Trieste                        | Italia                 |
| {\displaystyle {\mathfrak {P}}^{82}}                                      | 400     | Lucas 7:32-34, 37-38 | Biblioteca Nacional y Universitaria de Estrasburgo             | Gr. 2677                                      | Estrasburgo                    | Francia                |
| {\displaystyle {\mathfrak {P}}^{83}}                                      | 550     | Mateo 20, 23-24 | Universidad Católica de Lovania Biblioteca                     | P. A. M. Kh. Mird 16, 29                      | Lovaina                        | Bélgica                |
| {\displaystyle {\mathfrak {P}}^{84}}                                      | 550     | Marcos 2:2-5, 8-9, 6:30-31, 33-34, 36-37, 39-41; Juan 5:5, 17:3, 7-8 | Universidad Católica de Lovania Biblioteca                     | P. A. M. Kh. Mird 4, 11                       | Lovaina                        | Bélgica                |
| {\displaystyle {\mathfrak {P}}^{85}}                                      | 400     | Apocalipsis 9:19-10:1, 5-9 | Biblioteca Nacional y Universitaria                            | Gr. 1028                                      | Estrasburgo                    | Francia                |
| {\displaystyle {\mathfrak {P}}^{86}}                                      | 350     | Mateo 5:13-16, 22-25 | Instituto de Arqueología Universidad de Colonia                | Theol. 5516                                   | Colonia                        | Alemania               |
| {\displaystyle {\mathfrak {P}}^{87}}                                      | 250     | Filemón 13-15, 24-25 | Instituto de Arqueología Universidad de Colonia                | Theol. 12                                     | Colonia                        | Germany                |
| {\displaystyle {\mathfrak {P}}^{88}}                                      | 350     | Marcos 2:1-26 | Universidad Católica del Sagrado Corazón                       | Inv. 69.24                                    | Milán                          | Italia                 |
| {\displaystyle {\mathfrak {P}}^{89}}                                      | 350     | Hebreos 6:7-9, 15-17 | Biblioteca Médica                                              | PL III/292                                    | Florencia                      | Italia                 |
| {\displaystyle {\mathfrak {P}}^{90}}                                      | 150     | Juan 18:36-19:1; 19:1-7 | Museo Ashmolean                                                | P. Oxy. 3523; 65 6 B. 32/M (3-5)a             | Oxford                         | RU                     |
| {\displaystyle {\mathfrak {P}}^{91}}                                      | 250     | Hechos 2:30-37; 2:46-3:2 | Universidad de Milán Universidad Macquarie                     | P. Mil. Vofl. Inv. 1224 P. Macquarie inv. 360 | Milán Sídney                   | Italia Australia       |
| {\displaystyle {\mathfrak {P}}^{92}}                                      | 300     | Efesios 1; 2 Tesalonicenses 1 | Museo Egipcio                                                  | PNarmuthis 69.39a/229a                        | Cairo                          | Egipto                 |
| {\displaystyle {\mathfrak {P}}^{93}}                                      | 450     | Juan 13.15-17 | Instituto Papirológico Girolamo Vitelli                        | PSI 108                                       | Florencia                      | Italia                 |
| {\displaystyle {\mathfrak {P}}^{94}}                                      | 500     | Romanos 6:10-13, 19-22 | Museo Egipcio                                                  | P. Cair. 10730                                | El Cairo                       | Egipto                 |
| {\displaystyle {\mathfrak {P}}^{95}}                                      | 250     | Juan 5:26-29, 36-38 | Biblioteca Médica                                              | PL II/31                                      | Florencia                      | Italia                 |
| {\displaystyle {\mathfrak {P}}^{96}}                                      | 550     | Mateo 3:10-12 | Biblioteca Nacional Austríaca                                  | Pap. K 7244                                   | Viena                          | Austria                |
| {\displaystyle {\mathfrak {P}}^{97}}                                      | 600     | Lucas 14:7-14 | Biblioteca Chester Beatty                                      | P. Bíblico Beatty. XVII                       | Dublín                         | Irlanda                |
| {\displaystyle {\mathfrak {P}}^{98}}                                      | 150(?)  | Apocalipsis 1:13-20 | Instituto Francés de Arqueología Oriental                      | P. IFAO inv. 237b                             | El Cairo                       | Egipto                 |
| {\displaystyle {\mathfrak {P}}^{99}}                                      | 400     | Glosario, palabras y frases de: Ro, 2 Co, Gal y Ef | Biblioteca Chester Beatty                                      | P. Bíblico Beatty Ac. 1499, fol 11-14         | Dublín                         | Irlanda                |
| {\displaystyle {\mathfrak {P}}^{100}}                                     | 300     | Santiago 3:13-4:4, 4:9-5:1 | Museo Ashmolean                                                | P. Oxy. 4449                                  | Oxford                         | RU                     |
| {\displaystyle {\mathfrak {P}}^{101}}                                     | 250     | Mateo 3:10-12, 16-4:3 | Museo Ashmolean                                                | P. Oxy. 4401                                  | Oxford                         | RU                     |
| {\displaystyle {\mathfrak {P}}^{102}}                                     | 300     | Mateo 4:11-12, 22-23 | Museo Ashmolean                                                | P. Oxy. 4402                                  | Oxford                         | RU                     |
| {\displaystyle {\mathfrak {P}}^{103}}                                     | 200     | Mateo 13:55-56-14:3-5 | Museo Ashmolean                                                | P. Oxy. 4403                                  | Oxford                         | RU                     |
| {\displaystyle {\mathfrak {P}}^{104}}                                     | 150     | Mateo 21:34-37; 21:43,45? | Museo Ashmolean                                                | P. Oxy. 4404                                  | Oxford                         | RU                     |
| {\displaystyle {\mathfrak {P}}^{105}}                                     | 500     | Mateo 27:62-64, 28:2-5 | Museo Ashmolean                                                | P. Oxy. 4406                                  | Oxford                         | RU                     |
| {\displaystyle {\mathfrak {P}}^{106}}                                     | 250     | Juan 1:29-35, 40-46 | Museo Ashmolean                                                | P. Oxy. 4445                                  | Oxford                         | RU                     |
| {\displaystyle {\mathfrak {P}}^{107}}                                     | 250     | Juan 17:1-2, 11 | Museo Ashmolean                                                | P. Oxy. 4446                                  | Oxford                         | RU                     |
| {\displaystyle {\mathfrak {P}}^{108}}                                     | 250     | Juan 17:23-24, 18:1-5 | Museo Ashmolean                                                | P. Oxy. 4447                                  | Oxford                         | RU                     |
| {\displaystyle {\mathfrak {P}}^{109}}                                     | 250     | Juan 21:18-20, 23-25 | Museo Ashmolean                                                | P. Oxy. 4448                                  | Oxford                         | RU                     |
| {\displaystyle {\mathfrak {P}}^{110}}                                     | 300     | Mateo 10:13-15, 25-27 | Museo Ashmolean                                                | P. Oxy. 4494                                  | Oxford                         | RU                     |
| {\displaystyle {\mathfrak {P}}^{111}}                                     | 250     | Lucas 17:11-13, 22-23 | Museo Ashmolean                                                | P. Oxy. 4495                                  | Oxford                         | RU                     |
| {\displaystyle {\mathfrak {P}}^{112}}                                     | 450     | Hechos 26:31-32, 27:6-7 | Museo Ashmolean                                                | P. Oxy. 4496                                  | Oxford                         | RU                     |
| {\displaystyle {\mathfrak {P}}^{113}}                                     | 250     | Romanos 2:12-13, 29 | Museo Ashmolean                                                | P. Oxy. 4497                                  | Oxford                         | RU                     |
| {\displaystyle {\mathfrak {P}}^{114}}                                     | 250     | Hebreos 1:7-12 | Museo Ashmolean                                                | P. Oxy. 4498                                  | Oxford                         | RU                     |
| {\displaystyle {\mathfrak {P}}^{115}}                                     | 300     | Apocalipsis 2:1-3, 13-15, 27-29, 3:10-12, 5:8-9, 6:4-6, 8:3-8, 8:11-9:5, 9:7-16, 9:18-10:4, 8, 11:5, 8-15, 11:18-12:6, 9-10, 12-17, 13:1-3, 6-12, 13-16, 17-14:3, 5-7, 10-11, 14-16, 14:18-15:1, 5-7 | Museo Ashmolean                                                | P. Oxy. 4499                                  | Oxford                         | RU                     |
| {\displaystyle {\mathfrak {P}}^{116}}                                     | 600     | Hebreos 2:9-11, 3:3-6 | Biblioteca Nacional de Austria                                 | P. Vindob. G 42417                            | Viena                          | Austria                |
| {\displaystyle {\mathfrak {P}}^{117}}                                     | 400     | 2 Corintios 7.6-11 | Universidad de Hamburgo                                        | Inv. 1002                                     | Hamburgo                       | Alemania               |
| {\displaystyle {\mathfrak {P}}^{118}}                                     | 250     | Romanos 15:26-27, 32-33, 16:1, 4-7, 11-12 | Instituto de Arqueología Universidad de Colonia                | Inv. 10311                                    | Colonia                        | Alemania               |
| {\displaystyle {\mathfrak {P}}^{119}}                                     | 250     | Juan 1:21-28, 38-44 | Museo Ashmolean                                                | P. Oxy. 4803                                  | Oxford                         | RU                     |
| {\displaystyle {\mathfrak {P}}^{120}}                                     | 350     | Juan 1:25-28, 33-38, 42-44 | Museo Ashmolean                                                | P. Oxy. 4804                                  | Oxford                         | RU                     |
| {\displaystyle {\mathfrak {P}}^{121}}                                     | 250     | Juan 19:17-18, 25-26 | Museo Ashmolean                                                | P. Oxy. 4805                                  | Oxford                         | RU                     |
| {\displaystyle {\mathfrak {P}}^{122}}                                     | 400     | Juan 21:11-14.22-24 | Museo Ashmolean                                                | P. Oxy. 4806                                  | Oxford                         | RU                     |
| {\displaystyle {\mathfrak {P}}^{123}}                                     | 350     | 1 Corintios 14:31-34, 15:3-6 | Museo Ashmolean                                                | P. Oxy. 4844                                  | Oxford                         | RU                     |
| {\displaystyle {\mathfrak {P}}^{124}}                                     | 550     | 2 Corintios 11:1-4, 6-9 | Museo Ashmolean                                                | P. Oxy. 4845                                  | Oxford                         | RU                     |
| {\displaystyle {\mathfrak {P}}^{125}}                                     | 300     | 1 Pedro 1:23-2:5; 2:7-12 | Museo Ashmolean                                                | P. Oxy. 4934                                  | Oxford                         | RU                     |
| {\displaystyle {\mathfrak {P}}^{126}}                                     | 350     | Hebreos 13:12-13.19-20 | Instituto Papirológico Girolamo Vitelli                        | PSI inv. 1479                                 | Florencia                      | Italia                 |
| {\displaystyle {\mathfrak {P}}^{127}}                                     | 350     | Hechos 10:32-35, 40-45, 11:2-5, 11:30-12:3, 5, 7-9, 15:29-30, 34-41, 16:1-4, 13-40, 17:1-10 | Museo Ashmolean                                                | P. Oxy. 4968                                  | Oxford                         | RU                     |
| 𝔓128                                                                      | 500-700 | Juan 9:3-4, 12:16-18 | Museo Metropolitano de Arte                                    | 14.1.527                                      | Nueva York                     | Estados Unidos         |
| 𝔓129                                                                      | 200-300 | 1 Corintios 7:32-37; 8:10-9:3; 9:10-16, 27-10:6 | Museo de la Biblia y Colección Stimer                          | MOTB.PAP.000120/P. Oxy. inv. 106/116(c)       | Washington D. C. Camarillo, CA | Estados Unidos         |
| 𝔓130                                                                      | 200-400 | Hebreos 9:9-12, 19-23 | Museo de la Biblia                                             | MOTB.PAP.000401                               | Washington D. C.               | Estados Unidos         |
| 𝔓131                                                                      | 200-300 | Romanos 9:18-23, 33-10:2-4 | Museo de la Biblia y Colección Stimer                          | MOTB.PAP.000425 P.Oxy. inv. 29 4B.46/G(4-6)a  | Washington D. C. Oxford        | Estados Unidos y RU    |
| 𝔓132                                                                      | 200-400 | Efesios 3:21-4:2, 14-16 | Museo Ashmolean                                                | P. Oxy. 5258                                  | Oxford                         | RU                     |
| 𝔓133                                                                      | 200-300 | 1 Timoteo 3:13-4:8 | Museo Ashmolean                                                | P. Oxy. 5259                                  | Oxford                         | RU                     |
| 𝔓134                                                                      | 200-400 | Juan 1:49-2:1 |                                                                | Willoughby Papyrus                            |                                | Estados Unidos         |
| 𝔓135                                                                      | 300-500 | Gálatas 3:21-22, 28-29, 4:31-5:6, 10-15 | Museo de la Biblia                                             | SIG.PAP.000531.1-2                            | Washington D. C.               | Estados Unidos         |
| 𝔓136                                                                      | 500-600 | Hechos 4:27-31; 7:26-30 | Universidad Duke                                               | P. Duke Inv. 1377                             | Durham, NC                     | Estados Unidos         |
| 𝔓137                                                                      | 150-250 | Marcos 1:7-9, 16-18 | Museo Ashmolean                                                | P. Oxy. 5345                                  | Oxford                         | RU                     |
| 𝔓138                                                                      | 200-300 | Lucas 13:13–17, 25–30 | Museo Ashmolean                                                | P. Oxy. 5346                                  | Oxford                         | RU                     |
| 𝔓139                                                                      | 300-400 | Filemón 1:6-8, 18-20 | Museo Asmolean                                                 | P. Oxy. 5347                                  | Oxford                         | RU                     |
| 𝔓140                                                                      | 400-500 | Hechos 7:54-55, 57-58 | Instituto Papirológico Girolamo Vitelli                        | PSI inv. 1971                                 | Florencia                      | Italia                 |
| 𝔓141                                                                      | 200-300 | Lucas 2:32-34, 40-42; 24:22-28, 30-38 | Museo Ashmolean                                                | P. Oxy. 5478                                  | Oxford                         | RU                     |

## Distribución basada en el contenido
| Libro del NT     | En Total | Primitivos | Libro del NT | En Total | Primitivos |
| Mateo            | 24       | 16         | 1 Timoteo    | 1        | 1          |
| Marcos           | 4        | 3          | 2 Timoteo    | 0        | 0          |
| Lucas            | 12       | 7          | Tito         | 2        | 1          |
| Juan             | 32       | 20         | Filemón      | 3        | 2          |
| Hechos           | 17       | 7          | Hebreos      | 10       | 8          |
| Romanos          | 12       | 7          | Santiago     | 5        | 3          |
| 1 Corintios      | 8        | 4          | 1 Pedro      | 4        | 3          |
| 2 Corintios      | 5        | 1          | 2 Pedro      | 2        | 1          |
| Gálatas          | 4        | 1          | 1 Juan       | 2        | 1          |
| Efesios          | 5        | 4          | 2 Juan       | 1        | 0          |
| Filipenses       | 3        | 2          | 3 Juan       | 1        | 0          |
| Colosenses       | 2        | 1          | Judas        | 3        | 2          |
| 1 Tesalonicenses | 4        | 3          | Apocalipsis  | 7        | 5          |
| 2 Tesalonicenses | 2        | 2          |              |          |            |

Nota: Los manuscritos "Primitivos" son los manuscritos del Siglo IV o más antiguos. Aproximadamente la mitad de los papiros son "primitivos". Algunos manuscritos contienen más de un libro del Nuevo Testamento, así que las cifras anteriores no corresponden directamente al número total de manuscritos.